# 토르자노
토르자노(이탈리아어: Torgiano)는 이탈리아 움브리아주 페루자도에 있는 코무네다. 페루자에서 남동쪽으로 10km 거리에 위치해있다.